# Bárbara Sepúlveda
Bárbara de Lourdes Sepúlveda Lavra (Santiago, 3 november 1988) ze is een Chileens zangeres, model en tandarts. Ze is de leider en de leadzangeres van de Chileense poprockband Kudai.

## Biografie
Zij studeerde af aan de Universidad San Sebastián, waar zij in 2017 een tandheelkunde-diploma behaalde.
Zij verblijft momenteel in Zapallar, waar zij een tandheelkundige kliniek heeft.

## Carrière
In 1999 nam ze deel aan een casting en werd geselecteerd uit honderd kinderen, samen met Pablo Holman, Nicole Natalino en Tomás Manzi om deel te nemen aan een muzikaal project genaamd Ciao. 
Van 2003 tot 2009 maakte zij met haar Ciao-collega's deel uit van Kudai. De groep verwierf bekendheid in Latijns-Amerika en wordt momenteel samen met Los Prisioneros beschouwd als de belangrijkste band in Chili.

### 2010-2019
Na het uiteenvallen van Kudai vormde zij het duo Leamitie con Manzi en verliet vervolgens de muziek om haar universitaire studie af te ronden. 
In november 2016 hervatte zij haar muzikale carrière bij Kudai, na de terugkeer van de band na zeven jaar afwezigheid.

## Discografie
| Album                  | Jaar | Auteur |
| ---------------------- | ---- | ------ |
| De kracht van kinderen | 2002 | Ciao   |
| Vuelo                  | 2004 | Kudai  |
| Overleeft              | 2006 | Kudai  |
| Nadha                  | 2008 | Kudai  |
| Labyrinth              | 2019 | Kudai  |